# ميتشل تشانغ
ميتشل تشانغ (باليابانية: ミシェール・チャン، بالروماجي: Mishēru Chan)، هي فتاة نصف صينية نصف أمريكية أصلية، من أريزونا (والدها برنارد تشانغ من هونغ كونغ، الصين، وأمها أمريكية أصلية من أريزونا)، وهي أم جوليا تشانغ بالتبني. قُتل والدها مع بقية قبيلتها من قبل قوات هيهاتشي ميشيما. الذين كانوا يبحثون عن كنز، وهو عبارة عن قلادة التي يزعم أنها قادرة على السيطرة وإخضاع القوى العظمى والأرواح. كانت القلادة مرغوبة لدى هيهاتشي. عندما غادرت قوات ميشيما زايباتسو، أعطى والد ميتشل القلادة إياها قبل موته. دخلت ميتشل بطولة ملك القبضة الحديدية من أجل الانتقام من هيهاتشي لقتله لوالدها وقبيلتها. واجهت ميتشل كونيمتسو، صيادة كنوز كانت تبحث عن القلادة. هزمت ميتشل كونيمتسو وضمنت التميمة. انسحبت ميتشل من المنافسة فوراً؛ حيث قد حققت ما أدركت ثم كان ينبغي أن يكون هدفها الرئيسي، وعلى الرغم من أنها لم تفز بالبطولة، إلا أنها ارتاحت بعد معرفتها بهزيمة هيهاتشي على يد مقاتل آخر (كازويا ميشيما).
في تيكن 2، اختطفت والدة ميتشل من قبل غانريو، الذي كان يعمل لصالح كازويا، كان كازويا يريد التميمة. ودخلت ميتشل البطولة الثانية لإنقاذ أمها. قابلت ميتشل غانريو وواجهته. بعد هزيمتها له، أنقذت ميتشل والدتها وعادت إلى ديارها. ولكنها لم تعلم، بأن غانريو وقع في غرامها. بعد عودتها إلى بلدها، ألقت ميتشل التميمة في المحيط؛ لكيلا تسبب أي مشاكل أخرى.
بعد بضع سنوات، عثرت ميتشل على رضيعة مهجورة بالقرب من قريتها، وتبنت الرضيعة وأسمتها جوليا، وأحبتها كأنها ابنتها. عندما وصلت جوليا إلى سن المراهقة، علمتها ميتشل أسلوب تشانغ كينبو والعديد من الفنون القتالية الصينية. في وقت لاحق، اختطف هيهاتشي ميتشل من أجل تميمتها، التي تملك القدرة على إيقاظ أوغر وقوته العظيمة. جوليا دخلت البطولة لهزيمة هيهاتشي وإنقاذ أمها. ظهرت ميتشل في النهاية لجوليا، بعد لقائها مع أمها بالتبني.
لم تظهر ميتشل منذ تيكن تاغ تورنمنت لكن كتاب أعمال تيكن افترض أنها ماتت بعد أحداث تيكن 3. ظهرت ميتشل لفترة قصيرة في تيكن: ذا موشن بكتشر مع دور أكبر من المشاركين الآخرين. قبل البطولة، حاولت ميتشل قتل هيهاتشي بفأس، لكن هيهاتشي كسر الفأس بأسنانه ورحب بتحديها إذا استطاعت الوصول إلى البرج. واجهت ميتشل غانريو وانتصرت عليه, لكنها هزمت من قبل كازويا لدرجة أنها طلبت منه أن تواجه هيهاتشي وتنتقم منه لقتله والديها وإحراقه لقريتها. ولكن كازويا رفض ذلك وكان على وشك قتلها، عندما هاجمته ولكن بلا كلل توقفت مع تدخل جون كازاما في الوقت المناسب. وعثر عليها في وقت لاحق وأُنقذت من الجزيرة المتفتتة من قبل باول فينيكس.

## وصلات خارجية
- تيكن ويكي
- تيكنبيديا الإنجليزية